# María Beatriz del Rosario Arroyo
Pour les articles homonymes, voir Arroyo.
 (juin 2019).
Si vous disposez d'ouvrages ou d'articles de référence ou si vous connaissez des sites web de qualité traitant du thème abordé ici, merci de compléter l'article en donnant les références utiles à sa vérifiabilité et en les liant à la section « Notes et références ».

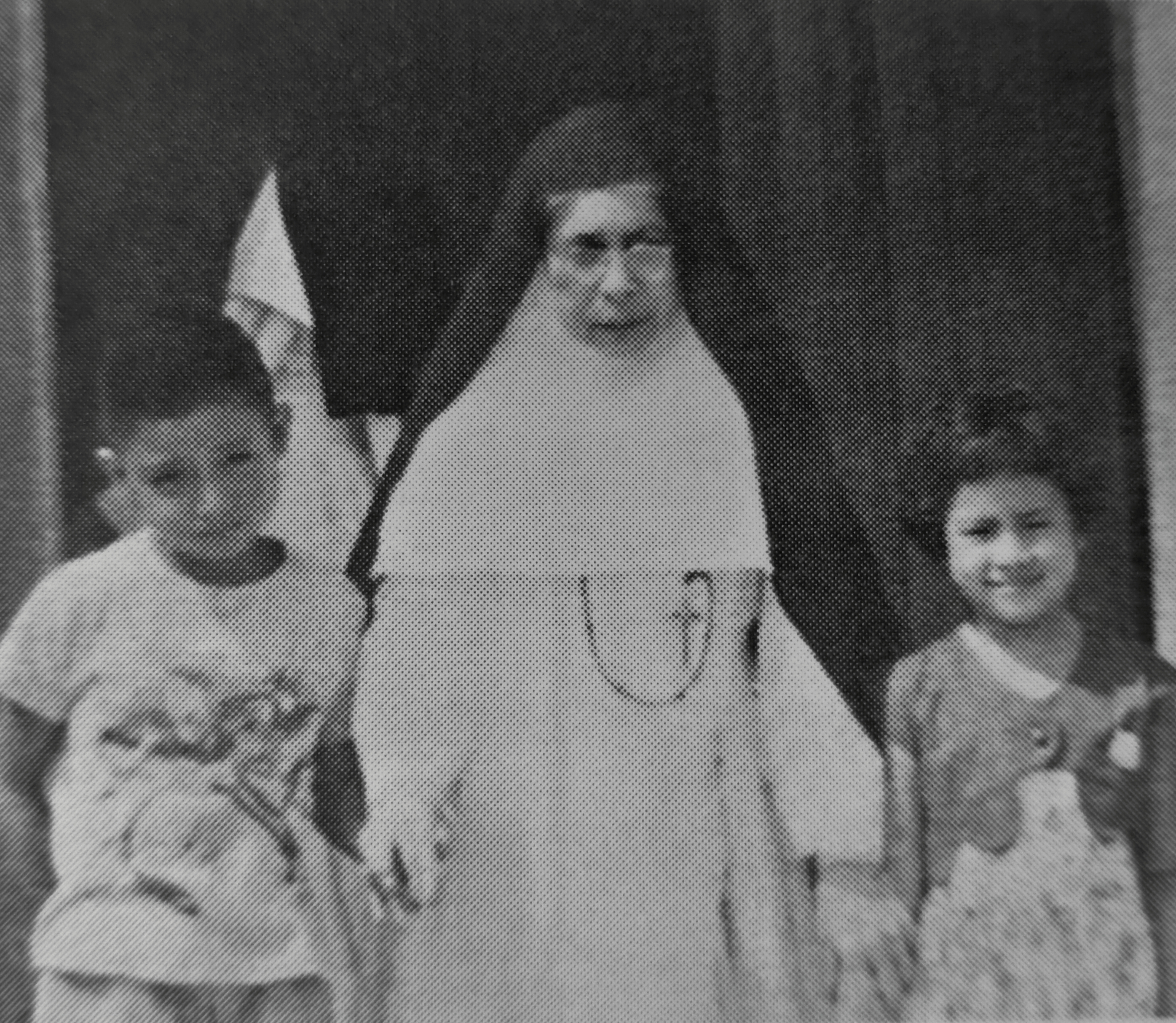
Mère María Beatriz del Rosario Arroyo accompagné d'enfants

María Beatriz del Rosario Arroyo, née le 17 février 1884 à Molo et morte dans cette même localité le 14 juin 1957, est une religieuse catholique philippine, fondatrice des dominicaines du saint rosaire des Philippines et reconnue vénérable par l'Église catholique.